# Depot von Osterburg

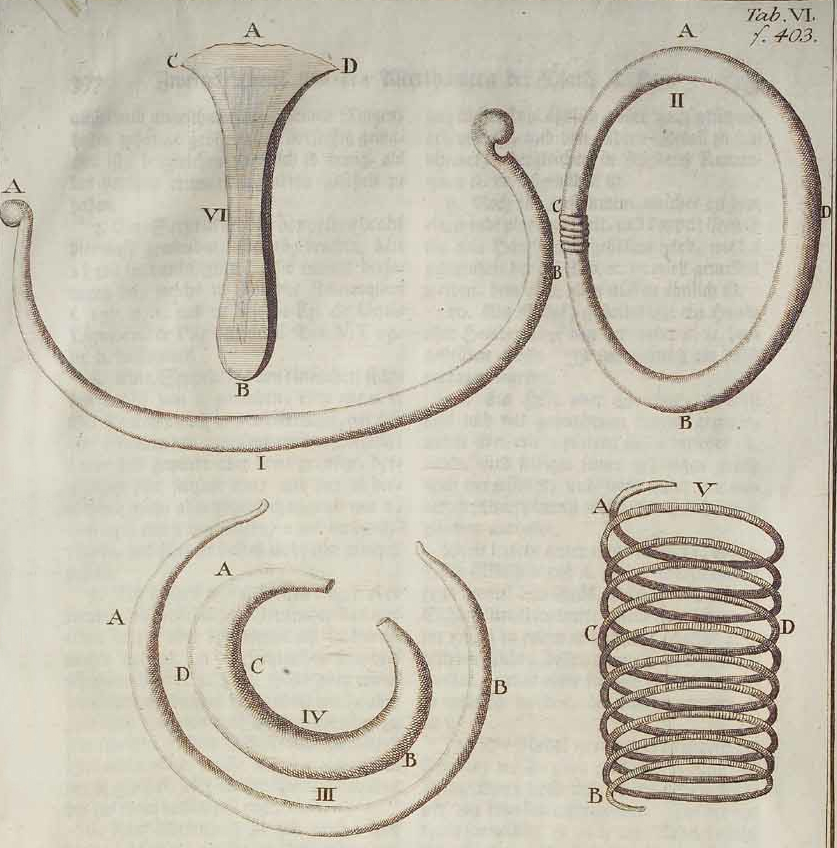
Die Gegenstände aus dem Depot von Osterburg nach Bekmann (von jedem Typ ist nur ein Exemplar abgebildet)

Das Depot von Osterburg (auch Hortfund von Osterburg) war ein Depotfund der frühbronzezeitlichen Aunjetitzer Kultur (2300–1550 v. Chr.) aus Osterburg (Altmark) im Landkreis Stendal (Sachsen-Anhalt). Das Depot ist heute verschollen.

## Fundgeschichte
Gemäß Johann Christoph Bekmann wurde das Depot 1709 „auf dem Werder an der Biese unter einer alten eichenen Stubbe am Wasser“ gefunden.

## Zusammensetzung
Das Depot bestand aus 14 Bronzegegenständen: ein rundstabiger Ösenhalsring, zwei Thüringer Ringe, sechs schwere ovale geschlossene Ringe, ein Blutegelring, eine Armspirale und drei Randleistenbeile.